# 2016년 토론토 국제 영화제
제41회 토론토 국제 영화제는 2016년 9월 8일에 열린 시상식이다.

## 수상 및 후보

### 관객상
- 라라랜드 - 데이미언 셔젤 수상

### 다큐멘터리 관객상
- 아이 엠 낫 유어 네그로 - 라울 펙 수상

### 미드나잇 매드니스 관객상
- 프리 파이어 - 벤 휘틀리 수상

### 캐나다 장편영화상
- 도즈 후 메이크 레볼루션 하프웨이 온니 딕 데어 오운 그레이브스 - 마티우 L. 데니스 외 1명 수상

### 캐나다 단편영화상
- 뮤턴즈 - 알렉산더 도스터 수상

### 캐나다 데뷔 장편영화상
- 오래된 돌 - 조니 마 수상

### 국제단편영화상
- 이마고 - 레이먼드 쿠티에레즈 수상

### FIPRESCI-상
- 카티 카티 - 비티 마스야 수상

### FIPRESCI-특별한 발표
- 아부시반금련 - 펑 샤오강 수상

### 넷팩상
- 인 비트원 - 마이살룬 하무드 수상

### 토론토 플랫폼상
- 재키 - 파블로 라라인 수상

### 드롭박스 감독상
- 제프리 - 야닐리스 페레즈 수상

### 현대 세계 영화 부문
- 애프터 러브 - 조아생 라포스
- 애니멀스 와이프 - 빅터 가비리아
- 수제자 - 부준펑
- 아쿠아리우스 - 클레버 멘돈사 필로
- 아이티 몬 아무르 - 구에티 페린
- 바운더리스 - 클로에 로비샤드
- 브룩스, 미도우즈 앤 러블리 페이시스 - 유스리 나스랄라
- 키아로스쿠로 - 예심 우스타오글루
- 데스 인 사라예보 - 다니스 타노비치
- 우아한 나체들 - 루카스 발렌타 라이너
- 엠버 - 제키 데미르쿠부즈
- 더 픽서 - 아드리안 시타루
- 핸섬 데블 - 존 버틀러
- 해븐 윌 웨잇 - 마리-캐스틸 멘션-솨아
- 인 비트원 - 마이살룬 하무드
- 인디비저블 - 에도아르도 데 안젤리스
- 마리 퀴리 - 마리 노엘
- 미스터 우니베르수 - 라이너 프리멜 외 1명
- 패스트 라이프 - 애비 네셔
- 더 패트리아치 - 리 타마호리
- 파이로매니악 - 에릭 스코졸드재르그
- 더 리허설 - 앨리슨 맥클린
- 만달레이로 가는 길 - 미디 지
- 산타 앤 안드레스 - 카를로스 레츄가
- 선위의 영혼 - 장양
- 타마라 앤드 더 레이디버그 - 루시아 카레라스
- 트램프스 - 아담 리온
- 바야 - 아킨 오모토소
- 위 아 네버 얼론 - 페트르 바츨라프
- 더 웨딩 링 - 라마토 케이타
- 하얀 태양 - 디팍 라우니야르
- 우먼스 발코니 - 에밀 벤-시몬
- X500 - 후안 안드레스 아랑고 가르시아
- 블라인드니스 - 리샤르드 부가이스키
- 주올로지 - 이반 I. 트베르도프스키
- 애니멀스 와이프 - 빅터 가비리아

### 디스커버리 부문
- ARQ - 토니 엘리엇
- 행복한 교도소 - 마흐무드 알 마사드
- 나무 위의 소년들 - 니콜라스 베르소
- 디바인스 - 우다 베니야미나
- 텅 빈 상자 - 클라우디아 세인트-루스
- 더 퓨리 오브 어 페이션트 맨 - 라울 아레발로
- 거인 - 요하네스 니홀름
- 갓리스 - 라릿자 페트로바
- 악당들 - 이반 D. 가오나
- 올리 마키의 가장 행복한 날 - 유호 쿠오스마넨
- 하트스톤 - 구두문두르 아르나르 구드문드손
- 헬로 디스트로이어 - 케반 펑크
- 헌팅 플라이스 - 아이저 알리우
- 인 더 블러드 - 라스무스 하이스테르베르그
- 인 더 레이디언트 시티 - 레이첼 램버트
- 진 오브 더 존슨스 - 스텔라 메기
- 제프리 - 야닐리스 페레즈
- 지저스 - 페르난도 구즈조니
- 조 친퀘스 컨설레이션 - 소티리스 도노코스
- 카티 카티 - 비티 마스야
- 케이티 세이즈 굿바이 - 웨인 로버츠
- 프렘이쉬 헤븐 - 피터 몬사르트
- 더 레벨링 - 홉 딕슨 리치
- 리틀 윙 - 셀마 빌후넨
- 매드 월드 - 웡 춘
- 마리아 - 마이클 코치
- 어 웨딩 - 스테판 스트러커
- 오래된 돌 - 조니 마
- 파크 - 소피아 엑사르호우
- 프랭크 - 벵상 비론
- 더 레드 터틀 - 마이클 두독 드 비트
- 사미 블러드 - 아만다 커넬
- 샌드 스톰 - 일리트 젝세르
- 웨어울프 - 애쉴리 맥켄지
- 울루 - 다오우다 콜리베일리

### 갈라스 부문
- 어라이벌 - 드니 빌뇌브
- 딥워터 호라이즌 - 피터 버그
- 디 엣지 오브 세븐틴 - 켈리 프레몬
- 헤드헌터스 콜링 - 마크 윌리엄스
- 저스틴 팀버레이크 + 더 테네씨 키즈 - 조나단 드미
- 더 저니 이즈 더 데스티네이션 - 브론웬 휴즈
- LBJ - 로브 라이너
- 러빙 - 제프 니콜스
- 매그니피센트 7 - 안톤 후쿠아
- 몬스터 콜(가제) - 후안 안토니오 바요나
- 플라네타륨 - 레베카 즐로토브스키
- 더 프로미스 - 테리 조지
- 퀸 오브 카트웨 - 미라 네어
- 더 롤링 스톤즈 올래 올래 올래! : 트립 어크로스 라틴 아메리카 - 폴 더그데일
- 시크릿 스크립처 - 짐 쉐리단
- 스노든 - 올리버 스톤
- 스트레인지 웨더 - 캐서린 디에크먼
- 위 해피 퓨 - 론 쉐르픽
- 어 유나이티드 킹덤 - 엠마 아산테

### 마스터스 부문
- 태풍이 지나가고 - 고레에다 히로카즈
- 애프터이미지 - 안제이 바이다
- 아나토미 오브 바이얼런스 - 디파 메타
- 미끼 - 부다뎁 다스굽타
- 더 뷰티풀 데이즈 오브 아란후에스 - 빔 벤더스
- 서튼 위민 - 켈리 라이카트
- 화염의 바다 - 잔프란코 로시
- 바칼로레아 - 크리스티안 문주
- 히세인 합레, 어 캐네디언 트라제디 - 마하마트 살레 하룬
- J: 플라멩코를 넘어서 - 카를로스 사우라
- 줄리에타 - 페드로 알모도바르
- 랜드 오브 더 갓 - 고란 파스칼레비치
- 마 로사 - 브리얀테 멘도사
- 그물 - 김기덕
- 더 바디 아티스트 - 브누와 쟉꼬
- 원스 어게인 - 아두르 고팔라크리슈
- 퍼스널 쇼퍼 - 올리비에 아사야스
- 어 콰이어트 패션 - 테렌스 데이비스
- 사파리 - 울리히 사히들
- 시에라네바다 - 크리스티 푸이유
- 달콤한 꿈 - 마르코 벨로치오
- 언노운 걸 - 장 피에르 다르덴
- 위 캔트 메이크 더 세임 미스테이크 트와이스 - 앨라니스 오봄사윈
- 당신 자신과 당신의 것 - 홍상수

### 미드나잇 매드니스 부문
- 오텁시 오브 제인 도우 - 안드레 외브레달
- 더 벨코 익스페리먼트 - 그렉 맥린
- 블레어 위치 - 애덤 윈가드
- 독 이트 독 - 폴 슈레이더
- 프리 파이어 - 벤 휘틀리
- 더 걸 위드 올 더 기프트 - 콤 맥카시
- 헤드샷 - 티모 타잔토 외 1명
- 랫츠 - 모건 스펄록
- 로우 - 쥘리아 뒤쿠르노
- 사다코 대 카야코 - 시라이시 코지

### 단편 부문
- 3-웨이 - 몰리 맥글린
- 5 필름스 어바웃 테크놀로지 - 피터 후앙
- 올 리버스 런 투 더 씨 - 알렉산드루 바데아
- 앤 더 홀 스카이 핏 인 더 데드 카우즈 아이 - 프란시스카 알레그리아
- 앤디 고즈 인 - 조쉬 폴론
- 애나 - 오르 시나이
- 에이프 소돔 - 맥스웰 맥케이브 로코스
- 몸 값 - 이충현
- 바탈리온 투 마이 비트 - 에이미 라마니쉬
- 비코즈 더 월드 네버 스탑스 - 막시밀리언 반 아에르트릭크 외 1명
- 블랙 헤드 카우 - 엘리자베스 니콜스
- 블라인드 바이샤 - 테오도르 위셰브
- 어 브리프 히스토리 오브 프린세스 엑스 - 가브리엘 아브란테스
- 클레오 - 소냐 지브코비치
- 컬-데-삭 - 데이먼 러셀
- 싸이클스 - 조 콥든
- 다디아 - 푸자 구룽 외 1명
- 데이터 마인 - 티모시 바론 트레이시
- 씨네리 - 알베르토 바즈케스
- 엠마 - 마틴 에드랄린
- 플러피 - 리 필리포브스키
- 포 페이세스 오브 더 문 - 아만다 스트롱
- 어 퓨너럴 포 라이트닝 - 에밀리 카이 복
- 갓스 에이커 - 켈튼 스테파노위치
- 그린 - 알론소 루이즈팔라시오스
- 하프 어 맨 - 크리스티나 쿰릭
- 핸드.라인.코드 - 저스틴 심스
- 영생 - 지아장커
- 이마고 - 레이먼드 쿠티에레즈
- 이미테이션 - 밀로스 미트로비치 외 1명
- 임포트 - 에나 세니야르비치
- 이너 워킹스 - 레오나르도 마츠다
- 인 더 힐스 - 하미드 아마디
- 더 라스트 레더맨 오브 더 베일 오브 캐시미어 - 그렉 루저
- 레이트 나이트 드라마 - 패트리스 라리버테
- 마리너 - 타이론 타미
- 미스터 슈가 대디 - 다비드 울그렌
- 뮤턴즈 - 알렉산더 도스터
- 새 집 - 385151
- 넥스트 - 엘레나 브로다크
- 나이트 댄싱 - 바니 코크리스
- 낫띵 어바웃 모카신스 - 에덴 말리나 아와쉬시
- 누탁-홈랜드 - 알리시 텔렌구트
- 공포의 기원에 대하여 - 바유 프리한토로 필레몬
- 오 왓 어 원더풀 필링 - 프랑소와 자로스
- 파라야 - 쉬탈 마간 외 1명
- 더 파인트리 빌라 - 잔 코스터
- 플레인 앤드 심플 - 라파엘 우엘레
- 레드 애플스 - 조지 시하룰리제
- 레드 오브 더 유 트리 - 마리-엘렌 투르코트
- 더 로드 투 웨베퀴 - 테스 기라드 외 1명
- 로맨티크 - 마테우스 라코윅즈
- 사메디 시네마 - 마마두 디아
- 샌디 비치 - 타노스 파파스터지오우
- 세컨드 투 논 - 빈센트 갤러거
- 새미리베리 - 마테오 젠틸로니
- 세빈제 (웬 유 러브) - 수엘라 슈벤크
- 샤자드 - 하야 와심
- 스몰 프라이 - 에바 미숀
- 더 스모크 - 레베카 아델만
- 스탠드바이 - 샬롯 레건
- 섭마린 - 무니아 알
- 더 테이스트 오브 비에트남 - 피에르 룩 라튤립프
- 더 메일 게이즈 - 월터 우드맨
- 트랜지션 - 밀리카 토모빅
- 트레스패스 - 미라 폴크스
- 트위스티드 - 제이 칠
- 위스퍼링 브리즈 - 조나단 트렘블레이
- 더 화이트 헬멧츠 - 올란도 폰 아인지델
- 와일드 스킨 - 아리안 루이스-시즈 플루프
- 유어 마더 앤 아이 - 안나 맥과이어

### 특별한 발표 부문
- 톰보이, 어 리벤저스 테일 - 월터 힐
- 150 밀리그램스 - 엠마누엘 베르코
- 밀정 - 김지운
- 올 아이 씨 이즈 유 - 마크 포스터
- 아메리칸 허니 - 안드레아 아놀드
- 미국의 목가 - 이완 맥그리거
- 아수라 - 김성수
- 바라카 밋츠 바라카 - 마흐무드 샙백
- 배리 - 비크람 간디
- 빌로우 허 마우스 - 에이프릴 뮬렌
- 더 버스 오브 어 네이션 - 네이트 파커
- 용의 탄생 - 조지 놀피
- 블리드 포 디스 - 벤 영거
- 더 블리더 - 필리프 팔라도
- 블루 제이 - 알렉상드르 레만
- 브레인 온 파이어 - 제라드 배렛
- 브림스톤 - 마틴 쿨호벤
- 브라더후드 - 노엘 클라크
- 번 유어 맵스 - 조단 로버츠
- 캐리 필비 - 수잔 존슨
- 캣파이트 - 오눌 투켈
- 크리스틴 - 안토니오 캠포스
- 시티 오브 타이니 라이트 - 피트 트레비스
- 사랑의 시대 - 토마스 빈터베르그
- 군지에서의 죽음 - 콘코나 센 샤르마
- 디나이얼 - 믹 잭슨
- 더 듀얼리스트 - 알렉세이 미스기레프
- 엘르 - 폴 버호벤
- 더 카이저스 라스트 키스 - 데이비드 르보
- 포린 바디 - 라자 아마리
- 프란츠 - 프랑소와 오종
- 아가씨 - 박찬욱
- 하모니움 - 후카다 코지
- 아부시반금련 - 펑 샤오강
- 나, 다니엘 블레이크 - 켄 로치
- 승부 없는 싸움 - 제임스 프랭코
- 단지 세상의 끝 - 자비에 돌란
- 더 저니 - 닉 햄
- 킹 오브 더 댄스홀 - 닉 캐논
- 라라랜드 - 데이미언 셔젤
- 더 라임하우스 골렘 - 후안 카를로스 메디나
- 라이언 - 가스 데이비스
- 아주 긴 변명 - 니시카와 미와
- 맨체스터 바이 더 씨 - 케네스 로너건
- 마스코츠 - 크리스토퍼 게스트
- 모디 - 에이슬링 월쉬
- 민 드림스 - 나단 몰랜도
- 네루다 - 파블로 라라인
- 녹터널 애니멀스 - 톰 포드
- 오스 - 발타자르 코루마쿠르
- 오르플린 - 아르노 데 팔리에르
- 파리 캔 웨이트 - 엘레노어 코폴라
- 패터슨 - 짐 자무쉬
- 분노 - 이상일
- 세일즈 맨 - 아쉬가르 파라디
- 솔트 앤 파이어 - 베르너 헤어조크
- 씽 - 가스 제닝스
- 수베니어 - 바보 데퓌네
- 다가오는 것들 - 미아 한센-러브
- 토니 어드만 - 마렌 아데
- 트레패스 어게인스트 어스 - 아담 스미스
- 투 러버스 앤 어 베어 - 킴 누옌
- 언레스 - 앨런 길즈넌
- 보이지 오브 타임 - 테렌스 맬릭
- 웨이크필드 - 로빈 스위코드
- 윌도우 - 브루스 맥도널드
- 윈도우 호스 - 앤 마리 플레밍

### 뱅가드 부문
- 더 배드 배치 - 애나 릴리 아미푸르
- 블라인드 선 - 조이스 A. 나샤와티
- 버스터 마 하트 - 사라 아디나 스미스
- 콜로설 - 나초 비가론도
- 일로순풍 - 청몽홍
- 아이 엠 더 프리티 팅 댓 리브 인 더 하우스 - 오즈 퍼킨스
- 인터체인지 - 데인 세이드
- 메시지 프롬 더 킹 - 파브리스 뒤 벨즈
- 마이 인타이어 하이 스쿨 싱킹 인투 더 씨 - 대쉬 쇼
- 넬리 - 안 에몽
- 프리벤지 - 앨리스 로우
- 언테임드 - 아마트 에스칼란테
- 위드아웃 네임 - 로칸 피네건

### 플랫폼 부문
- 은판 위의 여인 - 구로사와 기요시
- 골드스톤 - 아이반 센
- 힐 더 리빙 - 카텔 퀼레베레
- 헤마 헤마 - 키엔체 노르부
- 홈 - 피엔 트로치
- 재키 - 파블로 라라인
- 레이디 맥베스 - 윌리엄 올드로이드
- 레일라 M - 마이케 더 용
- 말리글루팃 - 자카리아스 쿠눅 외 1명
- 문라이트 - 배리 젠킨스
- 녹투라마 - 베르트랑 보넬로
- 도즈 후 메이크 레볼루션 하프웨이 온니 딕 데어 오운 그레이브스 - 마티우 L. 데니스 외 1명

### 시티 투 시티
- 93 데이즈 - 스티브 구카스
- 디 알비트레이션 - 니이 아킨몰라얀
- 그린 화이트 그린 - 아바 마카마
- 저스트 낫 메리드 - 우드악-오봉 패트릭
- `76 - 이즈 오주쿠
- 오카포스 로 - 오모니 오볼리
- 택시 드라이버 - 다니엘 오리아이
- 더 웨딩 파티 - 케미 아데티바

### 프라임타임 부문
- 너바나 더 밴드 더 쇼 - 매트 존슨 외 1명
- 블랙 미러 - 찰리 브루커
- 트랜스페어런트 - 질 솔로웨이
- 투코 마초 - 짐 츄츄 외 1명
- 웨이스트랜드 - 스테판 훌릭

### TIFF KIDS 부문
- 더 이글 헌트리스 - 오토 벨
- 자미스 콘텐트 - 에밀 들뢰즈
- 마이 라이프 에즈 어 쿠르젯 - 클로드 바라스
- 더 데이 마이 파더 비케임 어 부시 - 니콜 반 킬스돈크

### Next Wave 부문
- 디바인스 - 우다 베니야미나
- 디 엣지 오브 세븐틴 - 켈리 프레몬
- 핸섬 데블 - 존 버틀러
- 인디아 인 어 데이 - 리치 메타
- 레일라 M - 마이케 더 용
- 문라이트 - 배리 젠킨스
- 마이 인타이어 하이 스쿨 싱킹 인투 더 씨 - 대쉬 쇼
- 어 웨딩 - 스테판 스트러커
- 더 웨딩 링 - 라마토 케이타
- 윈도우 호스 - 앤 마리 플레밍

### 컨템포러리 월드 스피커스
- 인 비트원 - 마이살룬 하무드
- 패스트 라이프 - 애비 네셔
- 더 패트리아치 - 리 타마호리
- 블라인드니스 - 리샤르드 부가이스키

### TIFF CINEMATHEQUE 부분
- 알제리 전투 - 질로 폰테코르보
- 어 쿨 사운드 프롬 헬 - 시드니 퓨리
- 도터 오브 더 더스트 - 줄리 대쉬
- 제네럴 리포트 온 써튼 매터스 오브 인터레스트 포 어 퍼블릭 스크리닝 - 페레 포르타벨라
- 말도둑 - 톈좡좡
- 이마 베프 - 올리비에 아사야스
- 뤼미에르! - 티에리 프레무
- 애꾸눈 잭 - 말론 브란도
- 노래하는 여자, 노래하지 않는 여자 - 아녜스 바르다
- 판의 미로 - 오필리아와 세 개의 열쇠 - 기예르모 델 토로
- 섬씽 와일드 - 조나단 드미

### TIFF DOCS 부분
- 아바쿠스: 스몰 이너프 투 제일 - 스티브 제임스
- 올 거버먼츠 라이: 트루스, 디셉션, 앤 더 스피릿 오브 I.F. 스톤 - 프레드 피어바디
- 아만다 녹스 - 브라이언 맥긴 외 1명
- B-사이드: 엘사 도프만스 포트레이트 포토그래피 - 에롤 모리스
- 뷰티스 오브 더 나이트 - 마리아 호제 쿠에바스
- 비포 더 플러드 - 피셔 스티븐스
- 비즈니스 애즈 유주얼 - 알렉스 피츠트라
- 블랙 코드 - 니콜라스 드 폰씨에
- 체이싱 트레인: 더 존 콜트레인 다큐멘터리 - 존 쉐인펠드
- 시네마 트래블러 - 셜리 아브라함 외 1명
- 씨티즌 제인: 배틀 포 더 씨티 - 맷 타이노어
- 포에버 퓨어 - 마야 진스테인
- 가자 서프 클럽 - 필립 그나트 외 1명
- 자이언트 오브 아프리카 - 허버트 데이비스
- 김미 데인저 - 짐 자무쉬
- 걸 언바운드 - 에린 하이든라이
- 그링고: 더 덴져러스 라이프 오브 존 맥아피 - 나넷 버스타인
- 아이 엠 낫 유어 네그로 - 라울 펙
- 아임 콜드 힘 모건 - 캐스퍼 콜린
- 망명일기 - 틴 윈 나잉
- 인디아 인 어 데이 - 리치 메타
- 혁명을 위한 제안 - 쿠쉬부 랑카 외 1명
- 인투 디 인페르노 - 베르너 헤어조크 외 1명
- 아이보리 게임 - 키프 데이비슨 외 1명
- 칼 마스 시티 - 페트라 엡퍼레인 외 1명
- 마리 블루스 - 루츠 그레고
- 모스틀리 써니 - 딜립 메타
- 오프 프레임 AKA 레볼루션 언틸 빅토리 - 모하나드 야쿠비
- 폴리틱스, 인스트럭션 매뉴얼 - 페르난도 레온 데 아라노아
- 더 리버 오브 마이 드림스: 어 포트레이트 오브 고든 핀센트 - 브리짓 버맨
- 클로즈 릴레이션스 - 비탈리 만스키
- 더 식스트 비틀 - 토니 구마 외 1명
- 더 스카이재커스 테일 - 제이미 캐스트너
- 더 스테어스 - 휴 깁슨
- 더 테리 캐스 익스페리언스 - 미쉘 캐스 싱클레어
- 더 워 쇼 - 안드레아스 달스가르드
- 워터 앤 슈가: 카를로 디 팔마, 더 컬러스 오브 라이프 - 파리보즈 캄카리